# Boz Scaggs
Bob Scaggs (* 8. června 1944, Canton, Ohio) je americký zpěvák, skladatel a kytarista. Byl populární v sedmdesátých letech a také měl v Americe několik Top 20 hitů. Boz je stále aktivní a v současnosti stále pořádá turné.
Mezi jeho největší hity patří komerčně uznávané album Silk Degrees a písně jako "Lowdown", "Lido Shuffle", "What Can I Say" a "Miss Sun".
Za hit "Lowdown" získal Grammy ocenění v kategorii nejlepší R&B píseň.
Je to rovněž bývalý člen Steve Miller Band.

## Diskografie

### Alba
- 1965 - Boz
- 1969 - Boz Scaggs
- 1971 - Moments
- 1971 - Boz Scaggs & Band
- 1972 - My Time
- 1974 - Slow Dancer
- 1976 - Silk Degrees
- 1977 - Down Two Then Left
- 1980 - Middle Man
- 1980 - Hits!
- 1988 - Other Roads
- 1994 - Some Change
- 1997 - Come On Home
- 1997 - My Time: A Boz Scaggs Anthology
- 1999 - Fade Into Light
- 2001 - Dig
- 2001 - The Lost Concert (live)
- 2003 - But Beautiful
- 2004 - Greatest Hits Live DVD/CD
- 2008 - Speak Low
- 2013 - Memphis
- 2015 - A Fool to Care
- 2018 - Out of the Blues

### Singly v hitparádě
| Rok  | Název                         | US | Album                     |
| ---- | ----------------------------- | -- | ------------------------- |
| 1971 | "We Were Always Sweethearts"  | 61 | Moments                   |
| 1971 | "Near You"                    | 96 | Moments                   |
| 1972 | "Dinah Flo"                   | 86 | My Time                   |
| 1976 | "It's Over"                   | 38 | Silk Degrees              |
| 1976 | "Lowdown"                     | 3  | Silk Degrees              |
| 1976 | "What Can I Say"              | 42 | Silk Degrees              |
| 1977 | "Lido Shuffle"                | 11 | Silk Degrees              |
| 1977 | "Hard Times"                  | 58 | Down Two Then Left        |
| 1978 | "Hollywood"                   | 49 | Down Two Then Left        |
| 1980 | "Breakdown Dead Ahead"        | 15 | Middle Man                |
| 1980 | "JoJo"                        | 17 | Middle Man                |
| 1980 | "Look What You've Done To Me" | 14 | Urban Cowboy (soundtrack) |
| 1980 | "Miss Sun"                    | 14 | Hits!                     |
| 1988 | "Heart Of Mine"               | 35 | Other Roads               |